# إيك مارتن
إيك مارتن (بالإنجليزية: Ike Martin)‏ هو لاعب كرة قدم أمريكية أمريكي، ولد في 15 يوليو 1887 في ليبرتي في الولايات المتحدة، وتوفي في 20 يوليو 1979 في أورورا في الولايات المتحدة.

## وصلات خارجية
- إيك مارتن على موقع مرجع كرة القدم المحترفة.كوم (الإنجليزية)